# Otto von Parseval

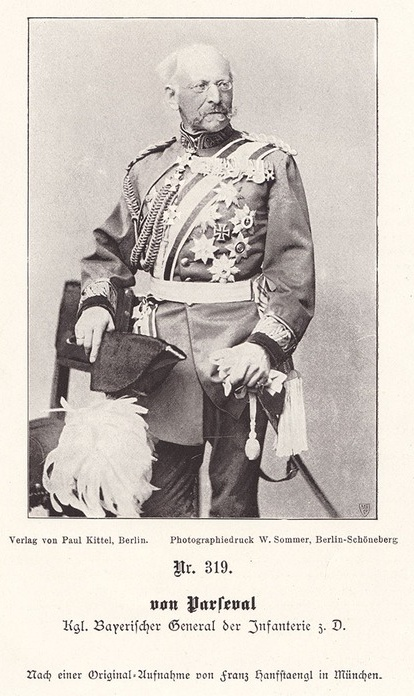
Otto von Parseval

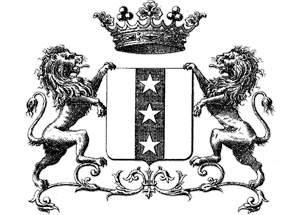
Wappen der Adelsfamilie von Parseval

Titelblatt eines seiner Bücher

Otto Karl von Parseval (* 18. März 1827 in Zweibrücken; † 12. März 1901 in München) war ein bayerischer General der Infanterie und Prinzenerzieher im Großherzogtum Oldenburg.

## Leben

### Herkunft
Otto von Parseval stammte aus einem ursprünglich französischen, in Bayern 1816 immatrikulierten  Adelsgeschlecht. Er war der Sohn des bayerischen Generalmajors Ferdinand von Parseval (1791–1854) und dessen aus Irland stammender Gattin Franziska (Fanny), geborene O’Hegerty (1797–1881). Seine Brüder Maximilian (1823–1902) und Ferdinand Jakob (1829–1919) waren ebenfalls bayerische Generale, der Bruder Joseph (1825–1887) bayerischer Beamter und Kammerherr. Letzterer ist der Vater des bekannten Erfinders und Luftschiffers August von Parseval (1861–1942).

### Militärkarriere
Nach seiner Ausbildung im Kadettenkorps in München trat Parseval, dem Beispiel des Vaters folgend, am 17. August 1845 als Junker in das Infanterie-Leib-Regiment der Bayerischen Armee ein. 1846 wechselte als Unterleutnant in das 2. Infanterie-Regiment. 1859 avancierte Parseval zum Hauptmann. Als Kompaniechef machte Parseval 1866 den Krieg gegen Preußen mit und nahm an den Gefechten von Kissingen, Helmstadt, Uettingen  und Roßbrunn teil.
Im Krieg gegen Frankreich diente er 1870/71 als Major im Generalstab, 1872 erhielt er die Beförderung zum Oberstleutnant, 1873 wurde er Bataillonskommandeur im 2. Infanterie-Regiment. 1875 ernannte man Parseval zum Kommandeur des Infanterie-Leib-Regiments, 1876 avancierte er zum Oberst, 1881 zum Generalmajor. Schließlich wurde er Kommandeur der 3. Division, Generaladjutant des Königs und als General der Infanterie, Kommandierender General des II. Armee-Korps. In Genehmigung seines Abschiedsgesuches wurde Parseval am 18. April 1895 unter Belassung in seinem Verhältnis als Generaladjutant und à la suite des Infanterie-Leib-Regiments mit Pension zur Disposition gestellt. Zudem verlieh ihm der König in „huldvoller Anerkennung seiner vieljährigen, mit Treue und Hingabe geleisteten hervorragenden Dienste“ das Großkreuz des Verdienstordens der Bayerischen Krone.
Parseval war Großkreuz des Militärverdienstordens und des Roten Adlerordens sowie Ritter des Eisernen Kreuzes I. Klasse und Inhaber des Mecklenburgischen Militärverdienstkreuzes II. Klasse. Aus Anlass seines 50-jährigen Dienstjubiläums erhielt er 1893 den Ludwigsorden. Er verfasste mehrere Militärfachbücher, wovon der Leitfaden für den Unterricht des Infanteristen der Königlich Bayerischen Armee das bekannteste ist.

### Erzieher
Nach seiner Heirat war Parseval ab 1861 auf längere Zeit vom bayerischen Militär beurlaubt und fungierte als Erzieher der Prinzen Friedrich August (1852–1931; später der letzte Großherzog) und Georg Ludwig (1855–1939) am oldenburgischen Hof.

### Familie
Parseval heiratete 1861 in Oldenburg Cäcilie von Rennenkampff (1834–1913), Tochter des verstorbenen großherzoglich oldenburgischen Hofmarschalls Alexander von Rennenkampff und dessen Gattin Karoline von Dalwigk. Aus der Verbindung gingen drei Töchter hervor, die den Familienstamm nicht fortsetzten.